# Maille (monnaie)
 (août 2024).
Si vous disposez d'ouvrages ou d'articles de référence ou si vous connaissez des sites web de qualité traitant du thème abordé ici, merci de compléter l'article en donnant les références utiles à sa vérifiabilité et en les liant à la section « Notes et références ».
Pour les articles homonymes, voir Maille.
La maille était, à l'origine, une unité de mesure puis une pièce de monnaie française apparue sans doute au XIIe siècle. Elle valait 1 demi-denier. On la reconnait à la croix qui s'impose au centre d'une de ses faces.

## Étymologie
Le mot « maille » vient du bas latin medalia (moitié d'un denier) ou de l'adjectif latin medialis (« au ) milieu »), lui-même issu du substantif medius (« demi »).

## Valeur
Valant un demi-denier, la maille était la plus petite valeur représentée matériellement. Cette pièce de monnaie apparaît en France au début du règne des Capétiens puis fut adoptée par des princes voisins.
La maille était une monnaie de billon ou frappée en argent métal à bas titre. Son poids était d'environ 0,5 grammes.
Comme souvent, l'origine de ce mot provient du vocabulaire des bijoutiers et orfèvres : la maille était la moitié d'un estelin, elle se divisait à son tour en deux felins.
La maille était la plus petite unité du système divisionnaire de l'époque. Elle valait un demi-denier tournois ou un demi-denier parisis.

## Usages modernes: expressions langagières

### «Avoir maille à partir avec quelqu'un»
En raison de sa faible valeur, la maille a laissé sa trace dans l'expression « avoir maille à partir avec quelqu'un ». Cette expression s'emploie à propos de disputes mesquines. 

La forme originelle de cette expression était « avoir maille à départir ». Dans son sens ancien, le verbe « partir » signifiait « faire des parts », « couper ». Or il n'est pas possible de partager une maille du fait de sa trop faible valeur. Cette impossibilité engendrait donc un conflit entre les personnes souhaitant réaliser le partage.

« Toujours de son devoir je tâche de l'avertir;
 Et l'on nous voit sans cesse avoir maille à partir. »

— Molière, L'Étourdi ou le contre-temps, Acte I, scène VII (1654)

### Autres expressions et termes
Le terme maille se retrouve également dans l'expression « n'avoir ni sou ni maille » (être sans argent) ou dans le mot « cache-maille » (synonyme de tirelire, formes devenues d'un usage moins courant).

### Argot
Dans l’argot récent marseillais, l’expression « avoir de la maille » signifie « avoir de l’argent ».
L'argot des cités recourt au mot maille comme synonyme d'argent. En attestent les nombreux titres de rap qui l'emploient ou même qui utilisent le mot dans leur titre : La Maille (Le Club) ; La Maille (Arima) ; Pour de la maille (Gear) ; J'aime ta maille (Yannick).